# Морозов, Дмитрий Валентинович
Морозов Дмитрий Валентинович (родился 1 февраля 1965, Москва) — российский общественный деятель и предприниматель, основатель и председатель совета директоров биотехнологической компании BIOCAD (АО «Биокад»). Член экспертного совета по развитию конкуренции в социальной сфере и здравоохранении при Федеральной антимонопольной службе России; член совета по здравоохранению Комитета Совета Федерации по социальной политике, член Подкомиссии по вопросам обращения лекарственных средств. Входит в список лиц включенных в резерв управленческих кадров, находящихся под патронажем Президента Российской Федерации. Член Совета Директоров Ассоциации фармацевтических производителей евразийского экономического союза. Лауреат Государственной премии РФ в области науки и технологий за разработку и внедрение в клиническую практику комплекса лекарственных препаратов на основе моноклональных антител для лечения онкологических и аутоиммунных заболеваний (2019).

## Образование
- Технологический институт Министерства бытового обслуживания населения, Минбыта РСФСР.
- Российская Экономическая Академия им. Плеханова, специальность «Финансы и Кредит».
- В 1998 году завершил обучение в Московской Международной Высшей Школе Бизнеса «МИРБИС» по программе «Магистр делового администрирования»[7].
- Школа бизнеса Университета Кэйо, Япония[8].

## Биография
С 1993—2002 гг. работал в АКБ «ЦентроКредит» на посту заместителя Председателя Правления банка. В этот же период получил второе высшее образование в академии им. Плеханова по специальности «Финансы и кредит» и степень магистра бизнеса.
В 2001 году Дмитрий продал собственные акции банка и основал АО «БИОКАД», где по состоянию на 2018 год занимает должность Генерального директора компании. АО «БИОКАД» — крупнейшая российская биотехнологическая компания, занимающаяся исследованием, разработкой, производством и дистрибуцией фармацевтической и биофармацевтической продукции.
В 2010 году участвовал во встрече с губернатором Санкт-Петербурга Валентиной Матвиенко на правительственном совещании по развитию фармацевтической промышленности. В скором времени Валентина Матвиенко пригласила Дмитрия Морозова приехать на аудиенцию с докладом о деятельности компании BIOCAD. Вскоре после этого губернатор приняла решение о создании в пригороде Санкт-Петербурга фармацевтического кластера на территории Особой экономической зоны «Санкт-Петербург» в Стрельне. Компания Дмитрия Морозова стала одним из первых резидентов ОЭЗ и уже в 2013 году открыла здесь завод.
Под руководством Морозова компания нарастила оборот с  примерно 3 млрд рублей в  2012-2013  годах до 14 млрд рублей в 2016 году. Дмитрий Морозов является владельцем 25 различных патентов на изобретения в области медицинской фармакологии. Кроме того, Морозов является автором 19 статей включённых в Российский индекс научного цитирования. Персона оказала существенное влияние на развитие компании БИОКАД и фармацевтической отрасли в целом.

## Общественная деятельность
- Соавтор Федеральной программы «Фарма 2020».
- Входит в Экспертный Совет при Федеральной антимонопольной службе России, член подкомиссии по вопросам обращения лекарственных средств[16].
- Член Попечительского совета НИУ ВШЭ-Санкт-Петербург.
- Президент регбийного клуба «Нарвская Застава»[17].

Активно участвует в формировании системы подготовки специалистов для фармотрасли. Инициировал создание профильных факультетов и кафедр в таких вузах как МФТИ, СПХФУ, ПущГени и других.

## Награды и премии
- Обладатель премии «Предприниматель года» по версии РБК Петербург 2015[19][20][21].
- В сентябре 2019 года указом Президента РФ был удостоен «медали ордена «За заслуги перед Отечеством»» II степени, за деятельность в развитии российской фармацевтической промышленности[22][23]. 25 декабря 2019 года был награжден губернатором Санкт-Петербурга[24].
- В декабре 2019 года приказом Министерства здравоохранения РФ был награжден нагрудным знаком «Отличник здравоохранения».
- 18 июня 2020 года Указом Президента Российской Федерации присуждена Государственная премия Российской Федерации в области науки и технологий за 2019 год, за разработку и внедрение в клиническую практику комплекса лекарственных препаратов на основе моноклональных антител для лечения онкологических и аутоиммунных заболеваний[25].